# Середина (Львовская область)
Середина (укр. Середина) — село в Яворовской городской общине Яворовского района Львовской области Украины.
Население по переписи 2001 года составляло 273 человека. Занимает площадь 0,42 км². Почтовый индекс — 81011. Телефонный код — 3259.